# Calícrates

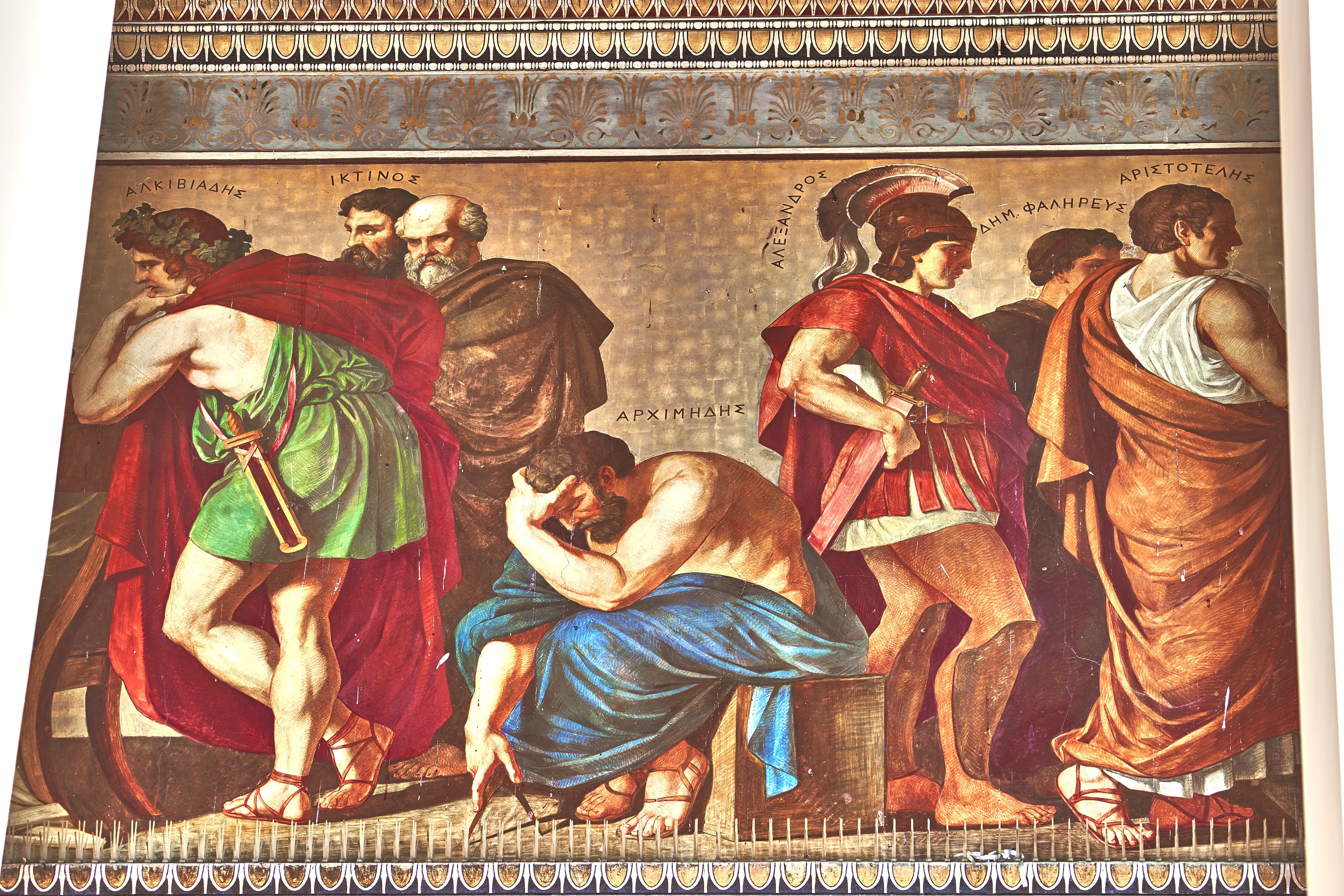
Alcibíades, Ictino, ¿Calícrates?, Arquímedes, Alejandro Magno, Demetrio de Falero y Aristóteles. Mural pintado en el por el austriaco Karl Rahl y el polaco Edward Lebietski.

Calícrates (en griego antiguo: Καλλικράτης, Callicrátēs) fue un antiguo arquitecto griego, activo a mediados del siglo V a. C.. 
En el año 480 a. C. se produjo la devastación de Atenas por parte de los persas. Unos treinta años después, Pericles encargó a Calícrates e Ictino, bajo la dirección de Fidias, el proyecto de los nuevos edificios que debían ser construidos en la acrópolis. Emplearon en ellos una arquitectura arquitrabada, basada en estructuras de líneas horizontales y verticales. 
Entre las obras encargadas, junto con Ictino, concibió y dirigió la construcción del Partenón, entre 447 y 442 a. C. (Plutarco, Pericles, 13). Para este templo siguieron un modelo de fachada octástila, dentro del orden dórico. El entablamento, el estilóbato, el éntasis de las columnas y la desigualdad en los intercolumnios crean un equilibrio y una armonía visuales que consiguen disimular las dimensiones reales del edificio.
Una inscripción le identifica como el arquitecto del Templo de Atenea Niké en la Acrópolis de Atenas.Dicho templo es anfipróstilo, aún visible allí, así como su predecesor, cuyos muros fueron encontrados en los cimientos del templo posterior.
Otra inscripción identifica a Calícrates como uno de los arquitectos del recinto amurallado clásico de la Acrópolis, y Plutarco dice que fue contratado para construir el muro de enmedio de los tres llamados Muros Largos, que unían Atenas y El Pireo.